# Championnat d'Italie de football de quatrième division (1978-2014)
La Ligue Pro Deuxième Division était le nouveau nom du Championnat d'Italie de football Serie C2, qui constituait le quatrième étage de la hiérarchie du football italien. La Ligue Pro Première Division était le niveau supérieur de cette division, et le niveau inférieur la Serie D, qui constitue désormais la quatrième division.

## Présentation
La Serie C2 est mise en place en 1978. Elle réunit trois groupes de 18 clubs, avant de passer à deux poules lors de la saison 2011-2012. Entre 1978 et 1991, le Serie C2 compte quatre groupes. 
Accession :
Le premier de chaque groupe accède directement à la Serie C1, tandis que les équipes classées de la 2e à la 5e place s’affrontent lors de matchs de Play-Offs : demi-finale entre le 2e et le 5e du classement et entre le 3e et le 4e. La finale oppose, bien évidemment, les vainqueurs des précédentes confrontations (match aller-retour) et offre ainsi le deuxième ticket pour l’échelon supérieur.
Relégation :
Trois descentes en Serie D : le 18e de chaque groupe est directement relégué alors que des matchs de Play-Out sont organisés entre la 14e et 17e place (14e contre 17e et 15e contre 16e). À l’issue de ces confrontations en match aller-retour, l’équipe battue est reléguée en Serie D.

## Saison 2010-2011
- Groupe A : Canavese, Casale, Feralpi Salò, Lecco, Mezzocorona, Montichiari, Pro Patria, Pro Verceil, Renate, Rodengo-Saiano, Sacilese, Sambonifacese, Sanremese, Savone, Tritium, Valenzana et Virtus Entella.

- Groupe B : Bellaria, Carpi, Carrarese, Celano, Chieti, Crociati Noceto, Alma Juventus Fano, Gavorrano, Giacomense, Giulianova, L'Aquila, Poggibonsi, Prato, Saint-Marin, Sangiovannese et Villacidrese.

- Groupe C : Avellino, Aversa Normanna, Brindisi, Campobasso, Catanzaro, Fondi, Isola Liri, Latina, Matera, Melfi, Milazzo, Neapolis Mugnano, Pomezia, Trapani, Vibonese et Vigor Lamezia.

Il manque au total cinq équipes pour un championnat avec des poules au complet : il y aura donc deux poules de 16 et une de 17 équipes. En 2011, seront reléguées en série D uniquement la dernière équipe de chaque poule, selon toute vraisemblance, et il n'y aura plus de repêchages. 16 équipes ont été repêchées en août 2010 : Avellino, Bellaria, Campobasso, Carpi, Carrarese, Casale, Entella, Lamezia, L'Aquila, Latina, Matera, Pomezia, Pro Verceil (précédemment Pro Belvedere Verceil), Renate, Sanremese e Trapani.

## Saison 2011-2012
Deux poules ont été organisées au lieu des trois habituelles. La première se déroulera en 19 journées de championnat (aller et retour) tandis que la seconde durera 21 journées (en raison de la réadmission tardive du Catanzaro), ainsi réparties :
- Poule A (dite 2A) : Bellaria Igea, Virtus Entella, Casal, Saint-Marin, Coni, Borgo a Buggiano, Lecco, Valenzana, Mantoue, Giacomense, Poggibonsi, Trévise, Pro Patria, Santarcangelo, Rimini, Sambonifacese, Savone, Montichiari, Y (l'Alessandria[1], au détriment du Monza) et le Renate.

- Poule B (dite 2B) : Aversa Normanna, Pérouse Calcio, Chieti, Milazzo, Fondi, Arzanese, Gavorrano, Ebolitana, Giulianova, Aprilia Calcio, L'Aquila, Campobasso, Melfi, Catanzaro, Neapolis Frattese, Vibonese, Paganese, Celano, Vigor Lamezia, AJ Fano, Isola Liri.

## Palmarès
| Groupe A - 1978-79 : US Sanremese Calcio - 1979-80 : AC Prato - 1980-81 : Rhodense - 1981-82 : Carrarese Calcio - 1982-83 : AC Prato - 1983-84 : AS Livourne - 1984-85 : AC Sienne - 1985-86 : AS Lucchese-Libertas - 1986-87 : ASD Torres - 1987-88 : Carrarese Calcio - 1988-89 : AS Casale Calcio - 1989-90 : AC Sienne - 1990-91 : Alessandria Calcio - 1991-92 : Ravenne Calcio - 1992-93 : AC Mantoue - 1993-94 : AC Crevalcore - 1994-95 : Brescello - 1995-96 : Novara Calcio - 1996-97 : AC Lumezzane - 1997-98 : Varese FC - 1998-99 : AC Pise - 1999-00 : Spezia - 2000-01 : Calcio Padoue - 2001-02 : AC Prato - 2002-03 : AC Pavie - 2003-04 : AC Mantoue - 2004-05 : AC Prosesto - 2005-06 : Venise - 2006-07 : AC Legnano - 2007-08 : US Pergocrema - 2008-09 : AS Varèse - 2009-10 : Südtirol-Alto Adige - 2010-11 : Tritium - 2011-12 : FC Trévise - 2012-13 : Pro Patria |  | Groupe B - 1978-79 : US Pergocrema - 1979-80 : Modène FC - 1980-81 : Calcio Padoue - 1981-82 : Anconitana - 1982-83 : AC Legnano - 1983-84 : AC Pavie - 1984-85 : Virescit Boccaleone - 1985-86 : US Centese - 1986-87 : FC Ospitaletto - 1987-88 : AC Mantoue - 1988-89 : Chievo Vérone - 1989-90 : Varese FC - 1990-91 : AC Palazzolo - 1991-92 : Vis Pesaro - 1992-93 : AC Pistoiese - 1993-94 : SS Gualdo - 1994-95 : Montevarchi Aquila - 1995-96 : Trévise - 1996-97 : Ternana - 1997-98 : SPAL Ferrara - 1998-99 : AS Viterbese - 1999-00 : ASD Torres - 2000-01 : Virtus Lanciano - 2001-02 : Teramo Calcio - 2002-03 : Florentia Viola - 2003-04 : US Grosseto - 2004-05 : US Massese - 2005-06 : SS Cavese - 2006-07 : Foligno Calcio - 2007-08 : AC Reggiana - 2008-09 : AS Figline - 2009-10 : AS Lucchese-Libertas - 2010-11 : Carpi FC - 2011-12 : AC Cuneo - 2012-13 : Union Venise |  | Groupe C - 1978-79 : AJ Fano - 1979-80 : Giulianova Calcio - 1980-81 : US Casertana - 1981-82 : AC Sienne - 1982-83 : ASD Francavilla - 1983-84 : SS Jesina - 1984-85 : Brindisi Calcio - 1985-86 : Teramo Calcio - 1986-87 : Vis Pesaro - 1987-88 : Pérouse - 1988-89 : Fidelis Andria - 1989-90 : AJ Fano - 1990-91 : SS Chieti - 1991-92 : Potenza SC - 1992-93 : SS Juve Stabia - 1993-94 : Trapani Calcio - 1994-95 : AG Nocerina - 1995-96 : Avezzano Calcio - 1996-97 : Battipagliese - 1997-98 : SC Marsala - 1998-99 : Calcio Catane - 1999-00 : FC Messine - 2000-01 : Tarante - 2001-02 : AC Martina - 2002-03 : US Foggia - 2003-04 : Frosinone Calcio - 2004-05 : ASD Manfredonia - 2005-06 : Gallipoli Calcio - 2006-07 : Sorrente Calcio - 2007-08 : Bénévent Calcio - 2008-09 : Cosenza Calcio - 2009-10 : SS Juve Stabia - 2010-11 : US Latina - 2011-12 : US Catanzaro - 2012-13 : US Pontedera |  | Groupe D - 1978-79 : SS Rende - 1979-80 : Cosenza Calcio - 1980-81 : SS Campania - 1981-82 : Barletta SC - 1982-83 : FC Messine - 1983-84 : Reggina Calcio - 1984-85 : Licata - 1985-86 : AG Nocerina - 1986-87 : Frosinone Calcio - 1987-88 : US Palerme - 1988-89 : Campania Puteolana - 1989-90 : Battipagliese - 1990-91 : Ischia Isolaverde |